# 라 테르
《라 테르》(프랑스어: La Terre et le Sang)는 2020년 넷플릭스에서 방영한 범죄 스릴러 액션 영화이다.

## 출연진
주연
- 사미 부아질라 - 사이드 역

조연
- 소피아 레사프레 - 사라 역
- 캐롤 웨이어스 - 카트린 뒤발 역
- 에릭 에보니 - 아다마 역
- 사미 세기르 - 야니스 역
- 에릭 카봉고 - 야오 역
- 르두앙 아르장 - 메디 역
- 에릭 드 스타에르크 - 르페브르 역